# Kerivoula flora
Kerivoula flora (Thomas, 1914) è un pipistrello della famiglia dei Vespertilionidi diffuso nell'Ecozona orientale.

## Descrizione

### Dimensioni
Pipistrello di piccole dimensioni, con la lunghezza dell'avambraccio tra 38,4 e 39 mm, la lunghezza della coda di 48,7 mm, la lunghezza del piede di 8,3 mm, la lunghezza delle orecchie tra 14,6 e 15,9 mm e un peso fino a 6,4 g.

### Aspetto
La pelliccia è lunga. Le parti dorsali sono bruno-grigiastre con la punta dei peli giallastra, mentre le parti ventrali sono più chiare. Il muso è lungo, appuntito e nascosto nel denso pelame facciale. Gli occhi sono piccolissimi. Le orecchie sono lunghe, strette, ben separate, a forma di imbuto e con una concavità sul bordo posteriore appena sotto l'estremità arrotondata. Il trago è lungo, sottile e lanceolato. La coda è lunga ed è completamente inclusa nell'ampio uropatagio.

## Biologia

### Alimentazione
Si nutre di insetti.

### Riproduzione
Femmine gravide sono state catturate sull'isola di Lombok a settembre ed ottobre.

## Distribuzione e habitat
Questa specie è diffusa nel Borneo settentrionale, Bali, Lombok, Sumbawa, Sumba e Flores.
Vive nelle foreste primarie.

## Conservazione
La IUCN Red List, considerato il declino della popolazione di circa il 30% negli ultimi 10 anni a causa della deforestazione, classifica K.flora come specie vulnerabile (VU).